# NLK (kinaza)
Serin/treonin protein kinaza NLK je enzim koji je kod ljudi kodiran NLK genom.

## Literatura
- Bonaldo MF, Lennon G, Soares MB (1997). „Normalization and subtraction: two approaches to facilitate gene discovery.”. Genome Res. 6 (9): 791—806. PMID 8889548. doi:10.1101/gr.6.9.791.
- Volorio S; Simon G; Repetto M;  . (1999). „Sequencing analysis of forty-eight human image cDNA clones similar to Drosophila mutant protein.”. DNA Seq. 9 (5-6): 307—15. PMID 10524757. doi:10.3109/10425179809008469.
- Kortenjann M, Wehrle C, Nehls MC, Boehm T (2002). „Only one nemo-like kinase gene homologue in invertebrate and mammalian genomes.”. Gene. 278 (1-2): 161—5. PMID 11707333. doi:10.1016/S0378-1119(01)00710-7.
- Wistow G; Bernstein SL; Wyatt MK;  . (2002). „Expressed sequence tag analysis of human retina for the NEIBank Project: retbindin, an abundant, novel retinal cDNA and alternative splicing of other retina-preferred gene transcripts.”. Mol. Vis. 8: 196—204. PMID 12107411.
- Strausberg RL; Feingold EA; Grouse LH;  . (2003). „Generation and initial analysis of more than 15,000 full-length human and mouse cDNA sequences.”. Proc. Natl. Acad. Sci. U.S.A. 99 (26): 16899—903. PMC 139241 . PMID 12477932. doi:10.1073/pnas.242603899.
- Ishitani T; Kishida S; Hyodo-Miura J;  . (2003). „The TAK1-NLK mitogen-activated protein kinase cascade functions in the Wnt-5a/Ca(2+) pathway to antagonize Wnt/beta-catenin signaling.”. Mol. Cell. Biol. 23 (1): 131—9. PMC 140665 . PMID 12482967. doi:10.1128/MCB.23.1.131-139.2003.
- Ishitani T, Ninomiya-Tsuji J, Matsumoto K (2003). „Regulation of lymphoid enhancer factor 1/T-cell factor by mitogen-activated protein kinase-related Nemo-like kinase-dependent phosphorylation in Wnt/beta-catenin signaling.”. Mol. Cell. Biol. 23 (4): 1379—89. PMC 141159 . PMID 12556497. doi:10.1128/MCB.23.4.1379-1389.2003.
- Yasuda J; Tsuchiya A; Yamada T;  . (2003). „Nemo-like kinase induces apoptosis in DLD-1 human colon cancer cells.”. Biochem. Biophys. Res. Commun. 308 (2): 227—33. PMID 12901858. doi:10.1016/S0006-291X(03)01343-3.
- Yasuda J; Yokoo H; Yamada T;  . (2004). „Nemo-like kinase suppresses a wide range of transcription factors, including nuclear factor-kappaB.”. Cancer Sci. 95 (1): 52—7. PMID 14720327. doi:10.1111/j.1349-7006.2004.tb03170.x.
- Smit L; Baas A; Kuipers J;  . (2004). „Wnt activates the Tak1/Nemo-like kinase pathway.”. J. Biol. Chem. 279 (17): 17232—40. PMID 14960582. doi:10.1074/jbc.M307801200.
- Kanei-Ishii C; Ninomiya-Tsuji J; Tanikawa J;  . (2004). „Wnt-1 signal induces phosphorylation and degradation of c-Myb protein via TAK1, HIPK2, and NLK.”. Genes Dev. 18 (7): 816—29. PMC 387421 . PMID 15082531. doi:10.1101/gad.1170604.
- Kanei-Ishii C; Nomura T; Tanikawa J;  . (2004). „Differential sensitivity of v-Myb and c-Myb to Wnt-1-induced protein degradation.”. J. Biol. Chem. 279 (43): 44582—9. PMID 15308626. doi:10.1074/jbc.M407831200.
- Gerhard DS; Wagner L; Feingold EA;  . (2004). „The status, quality, and expansion of the NIH full-length cDNA project: the Mammalian Gene Collection (MGC).”. Genome Res. 14 (10B): 2121—7. PMC 528928 . PMID 15489334. doi:10.1101/gr.2596504.
- Kojima H; Sasaki T; Ishitani T;  . (2005). „STAT3 regulates Nemo-like kinase by mediating its interaction with IL-6-stimulated TGFbeta-activated kinase 1 for STAT3 Ser-727 phosphorylation.”. Proc. Natl. Acad. Sci. U.S.A. 102 (12): 4524—9. PMC 555521 . PMID 15764709. doi:10.1073/pnas.0500679102.
- Kimura K; Wakamatsu A; Suzuki Y;  . (2006). „Diversification of transcriptional modulation: large-scale identification and characterization of putative alternative promoters of human genes.”. Genome Res. 16 (1): 55—65. PMC 1356129 . PMID 16344560. doi:10.1101/gr.4039406.
- Lim J; Hao T; Shaw C;  . (2006). „A protein-protein interaction network for human inherited ataxias and disorders of Purkinje cell degeneration.”. Cell. 125 (4): 801—14. PMID 16713569. doi:10.1016/j.cell.2006.03.032.
- Gohda J; Irisawa M; Tanaka Y;  . (2007). „HTLV-1 Tax-induced NFkappaB activation is independent of Lys-63-linked-type polyubiquitination.”. Biochem. Biophys. Res. Commun. 357 (1): 225—30. PMID 17418100. doi:10.1016/j.bbrc.2007.03.125.
- Nicholas C. Price; Lewis Stevens (1999). Fundamentals of Enzymology: The Cell and Molecular Biology of Catalytic Proteins (Third изд.). USA: Oxford University Press. ISBN 019850229X.
- Eric J. Toone (2006). Advances in Enzymology and Related Areas of Molecular Biology, Protein Evolution (Volume 75 изд.). Wiley-Interscience. ISBN 0471205036.
- Branden C; Tooze J. Introduction to Protein Structure. New York, NY: Garland Publishing. ISBN 0-8153-2305-0.
- Irwin H. Segel. Enzyme Kinetics: Behavior and Analysis of Rapid Equilibrium and Steady-State Enzyme Systems (Book 44 изд.). Wiley Classics Library. ISBN 0471303097.
- William P. Jencks (1987). Catalysis in Chemistry and Enzymology. Dover Publications. ISBN 0486654605.